# Аранбаев, Марленст Патаевич
Марле́нст (Марле́н) Пата́евич Аранба́ев (1936—2007) — советский и туркменский научный деятель, ученый-агроном, почвовед, доктор биологических наук, профессор.

## Образование и ученые степени
В 1959 году окончил Тимирязевскую сельскохозяйственную академию, по специальности — ученый-агроном.
Кандидат биологических наук (1966). Доктор биологических наук (1995).

## Биография
Трудовую деятельность начал в Институте пустынь Академии наук Туркменистана, где прошел путь от младшего научного сотрудника до заведующего лабораторией биогеохимии пустынь.
М. П. Аранбаев внес значительный вклад в развитие биогеохимического направления аридного почвоведения. Он детально изучил и проанализировал общие морфологические и физико-химические свойства, валовой химический состав, минералогический состав илистых фракций, природу оглинения коричневых сухостепных почв, содержание и состав органического вещества, предложил принципиально новый подход к классификации автоморфных типов почв, провел почвенно-географическое районирование Копетдага и выделил группу округов сероземного пояса и пояса коричневых сухостепных почв, обратил внимание на соотношение структуры вертикальной поясности климата, растительности и почв, выявил основные закономерности изменения процессов выветривания и почвообразования в связи со структурой поясности Центрального Копетдага.
Научные труды М. П. Аранбаева отличаются теоретической глубиной и практической направленностью. Им опубликовано более 200 научных работ, в том числе 15 монографий и практические рекомендации.
Весьма плодотворной была деятельность М. П. Аранбева в области экспедиционно-полевых работ по исследованию структуры и функциональной особенности различных орошаемых почв и составлению почвенных карт разного масштаба.
М. П. Аранбаев принимал активное участие в подготовке ученых почвоведов. Под его руководством были защищены диссертации на соискание ученой степени кандидатов наук.
Скончался 16 ноября 2007 года в Ашхабаде.